# Siegmund Günther
Adam Wilhelm Siegmund Günther (Norimberga, 6 febbraio 1848 – Monaco di Baviera, 3 febbraio 1923) è stato un geografo e matematico tedesco.

## Biografia
Nacque nel 1848 da un uomo d'affari tedesco, Gunther frequentò diverse università tedesche tra cui l'Erlangen, Heidelberg, Lipsia, Berlino e Gottinga.
Nel 1872 iniziò ad insegnare in una scuola di Weissenburg, Baviera. Completò la sua tesi di abilitazione, dal titolo Darstellung der Näherungswerte der Kettenbrüche in independenter Form, nel 1873. L'anno successivo iniziò ad insegnare presso l'Università tecnica di Monaco. Nel 1876, iniziò ad insegnare in una università a Ansbach dove rimase per diversi anni, poi si trasferì a Monaco di Baviera per diventare un professore di geografia.
Il suo lavoro matematico comprendeva opere sulle determinante, funzioni iperboliche, logaritmi e paraboliche e trigonometria.